# Ujung Gading Jae
Ujung Gading Jae is een bestuurslaag in het regentschap Padang Lawas Utara van de provincie Noord-Sumatra, Indonesië. Ujung Gading Jae telt 4288 inwoners (volkstelling 2010).